# Jerry Karlsson
Jerry Mikael Karlsson (ur. 8 kwietnia 1960 w Västervik) – szwedzki żużlowiec.
Brązowy medalista młodzieżowych indywidualnych mistrzostw Szwecji (Motala 1979). 
Reprezentant Szwecji na arenie międzynarodowej. Uczestnik ćwierćfinału indywidualnych mistrzostw świata juniorów (Skien 1979 – XII miejsce).
W lidze szwedzkiej reprezentował barwy klubu Skepparna Västervik (1977–1980).